# Isabel Andreu de Aguilar
Isabel Andreu de Aguilar (nom de naixement Isabel Andreu y Blanco; Fajardo, 15 de novembre de 1887 - 7 d'abril de 1948) fou una escriptora, educadora, sufragista i activista pels drets de les dones porto-riquenyes. Va participar en la fundació de la «Lliga Feminista de Puerto Rico» i fou co-fundadora de l'«Associació de Dones Llicenciades» de la Universitat de Puerto Rico. Va ser la segona presidenta de l'«Associació de Dones Sufragistes de Puerto Rico» i una de les primeres dones en presentar-se per a un lloc al Senat una vegada aconseguit el sufragi.

## Biografia
Isabel Andreu y Blanco era filla del mallorquí Cristóbal Andreu Comendador i de la porto-riquenya Blanca Irene Blanco Guzmán. Va néixer durant el període en què l'illa era un districte administratiu d'Espanya i el seu pare va arribar a ser alcalde de Fajardo. Després d'anar a l'escola elemental, va guanyar una beca per assistir a Escola Normal el 1902, graduant-se el 1907 com una de les primeres antigues alumnes de l'Escola Normal de la Universitat de Puerto Rico.
Andreu va començar a treballar com a mestre en l'escola model afiliada amb la universitat, però aviat va retornar a Fajardo. El 1917, va formar part de la junta directiva de la biblioteca Carnegie just quan va ser creada i esdevingué la vicepresidenta de la Lliga Feminista Porto-riquenya, fundada per Ana Roqué (1853-1933). La Lliga intentava obtenir el dret de vot de les dones i quan el seu senador local, Antonio Rafael Barceló, va rebutjar parlar de l'assumpte, Andreu, María L. de Ashford i Milagros Benet de Mewton van anar a advocar el seu cas a Washington DC. El 1921, l'organització va canviar el seu nom a «Lliga Social Sufragista» que va expandir la plataforma pel sufragi femení cap a una plena participació cívica i política. El 1924, Andreu, juntament amb Rosario Belber, Maria Cadilla de Martínez, Luisa Callejo, Beatriz Lasalle, Ana López de Vélez, Roqué, i Amina Tió de Malaret van dimitir de la Lliga per diferències ideològiques. L'any següent Roqué i Andreu van formar la «Associació Porto-riquenya de Dones Sufragistes». El quid de la ruptura ideològica fou que si s'estenia el vot a les dones s'hauria d'incloure el sufragi universal o s'hauria de restringir només a dones amb educació. Andreu i Roqué van afavorir l'educació com a requisit previ a votar. El 1925, Andreu va ser fixada per servir en la Junta Directiva de la Universitat de Puerto Rico.
El 1929, Isabel Andreu va ser seleccionada com a presidenta de l'Associació de Dones Sufragistes i van aconseguir el vot per dones cultes. El 1932, va concórrer com a Senadora pel Partit Liberal, la primera dona que ho va fer,, que advocava per la independència absoluta de Puerto Rico. Després de perdre l'elecció, va retornar a l'escola on va completar un Bachelor d'Educació a la Universitat de Puerto Rico el 1935. Més tard va estudiar sociologia a la Universitat de Colúmbia, i després es va graduar amb un Master en arts especialitzant-se en educació d'adults. El 1936, Andreu i altres dones professionals van fundar l'«Associació de Dones Llicenciades» de la Universitat de Puerto Rico amb els objectius de millorar el desenvolupament professional, acadèmic i cultural dels seus membres i de la universitat. Al llarg dels 1930s i 1940s, va continuar els seus fideïcomisos amb la Biblioteca i Universitat, així com fent conferències i escrivint sobre educació, els drets de les dones i l'alfabetització d'adults. Andreu va morir el 7 d'abril de 1948 i pòstumament, un edifici a la Universitat de Colúmbia porta el seu nom, així com un carrer a San Juan.